# Thyronectroidea chrysogramma
Thyronectroidea chrysogramma är en svampart som först beskrevs av Ellis & Everh., och fick sitt nu gällande namn av Seaver 1909. Thyronectroidea chrysogramma ingår i släktet Thyronectroidea och familjen Thyridiaceae.   Inga underarter finns listade i Catalogue of Life.